# Gestoden
Gestoden (łac. gestodenum) – organiczny związek chemiczny z grupy kortykosteroidów, pochodna testosteronu. Jest stosowany jako lek z grupy gestagenów. Wchodzi w skład środków antykoncepcyjnych trzeciej generacji. Jest hormonem steroidowym, działa na receptory jądra komórkowego.

## Zastosowanie
Gestoden jest składnikiem środków antykoncepcyjnych dla kobiet, ponadto w połączeniu z estrogenami może być wykorzystany w leczeniu endometriozy. Lek ten jest tzw. gestagenem trzeciej generacji, stąd powoduje mniej działań niepożądanych związanych z profilem lipidowym, więc jest często stosowany w antykoncepcji u kobiet, u których występowały trądzik, krwawienia lub depresja po przyjmowaniu leków starszych generacji. Gestoden ponadto, w przeciwieństwie do wielu innych środków antykoncepcyjnych, wywiera pozytywny wpływ na gęstość kości u młodych kobiet.

## Działania niepożądane
Lek ten powoduje znaczący wzrost ryzyka zdarzeń sercowo-naczyniowych, takich jak zawał mięśnia sercowego, choroba zakrzepowo-zatorowa, udar niedokrwienny mózgu. Wzrost ryzyka jest istotny zarówno w porównaniu do braku przyjmowania jakichkolwiek gestagenów, jak i w porównaniu do przyjmowania starszych generacji tych substancji. Ryzyko jest szczególnie podwyższone u kobiet palących i po 35 roku życia. Jednak u kobiet już obciążonych czynnikami ryzyka, wzrost prawdopodobieństwa incydentu sercowo-naczyniowego przy przyjmowaniu gestodenu jest niższy niż jego wzrost w przypadku zajścia w ciążę.